# 청변
청변(靑變)은 변재가 깊게 침투된 변색균에 의해 청색, 갈색 또는 검은색으로 변색되는 현상을 말한다. 목재 외관을 훼손한 차원에서의 문제인데, 목재의 강도에는 별다른 변화가 없다. 대부분의 청변균은 Ceratocystis, Aureobasi-dium과 Lasiodoplodia의 균종에 의해 생길 수 있다.